# AT&T Park
AT & T Park és un estadi de beisbol de la ciutat de San Francisco, Califòrnia, Estats Units. És la casa dels San Francisco Giants de l'MLB i seu de l'EMERAL Bowl, partit de futbol americà universitari que se celebra cada any. Està localitzat al veïnat de South Beach.
Anteriorment va ser conegut com el Pacific Bell Park (nom que alguns segueixen utilitzant) i SBC Park. Va ser famós AT & T Park el 3 de març de 2006, després de la fusió de SBC Communications amb AT & T l'any 2005.
En aquest estadi Barry Bonds va fer història l'any 2001 en connectar la seva quadrangular 73, imposant així el rècord de més quadrangulars en una temporada, i el 7 d'agost de 2007 amb el 756 de per vida, per superar Hank Aaron com a líder de tots els temps en les Grans Lligues.
Se'l considera un dels estadis més bonics de la lliga i és famós per l'ampolla de Coca Cola i la manopla gegant localitzats darrere dels seients del jardí esquerre, a més de la part de la badia de San Francisco que es troba darrere del jardí dret, lloc conegut com a McCovey Cove en honor de l'ex beisbolista Willie McCovey, on la gent es reuneix a esperar els batejos que van a l'aigua, especialment durant l'època en què Barry Bonds jugava aquí. A la banda del jardí dret de l'estadi hi ha un petit comptador dels quadrangulars que han caigut a l'aigua.